# Centromerus sexoculatus
Centromerus sexoculatus là một loài nhện trong họ Linyphiidae.
Loài này thuộc chi Centromerus. Centromerus sexoculatus được Jörg Wunderlich miêu tả năm 1992.